# Житлові будинки (вул. Замкова, 16-20, Меджибіж)
Житлові будинки (вул. Замкова, №16,18, 20) — комплекс житлових будинків на вул. Замковій (колишня Жовтнева), №16,18, 20 у смт Меджибіж Хмельницької обл. Прийняті на облік як щойно виявлена пам'ятка архітектури наказом управління культури, національностей та релігій Хмельницької обласної державної адміністрації від 28.02.2013 №65. Стан аварійний.

## Історія
Житлові будинки на вул. Замковій, №16, 18, 20 знаходяться у центрі містечка Меджибожа, де він був у XIX - поч. XX ст. В радянські часи у цих будинках розташовувався хлібний магазин, культмаг, пошта, ощадкаса.  У 2000-х рр. в них розмістили відділ електрозв'язку, приватну перукарню, філію Ощадбанку.
Після 2019 р. будинок №16 було продано з комунальної власності приватному власнику. Нині стан будинку аварійний, жодні роботи не ведуться.
У серпні 2021 р. на другому поверсі будинку №20 сталася пожежа. З того часу відновлювальні роботи не велися.

## Галерея

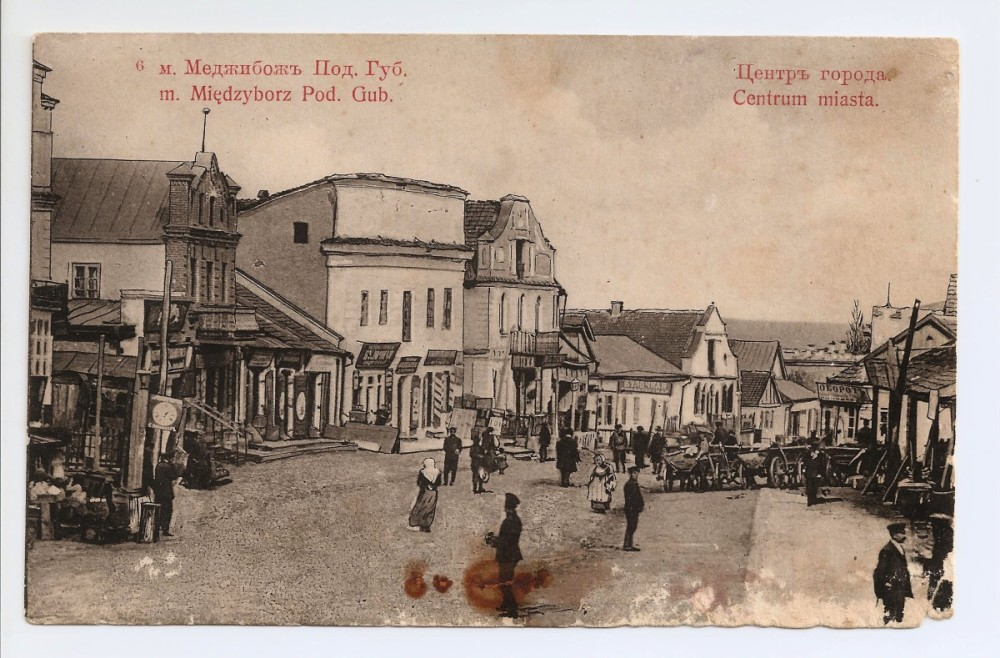
Центр містечка Меджибіж на початку XX ст.
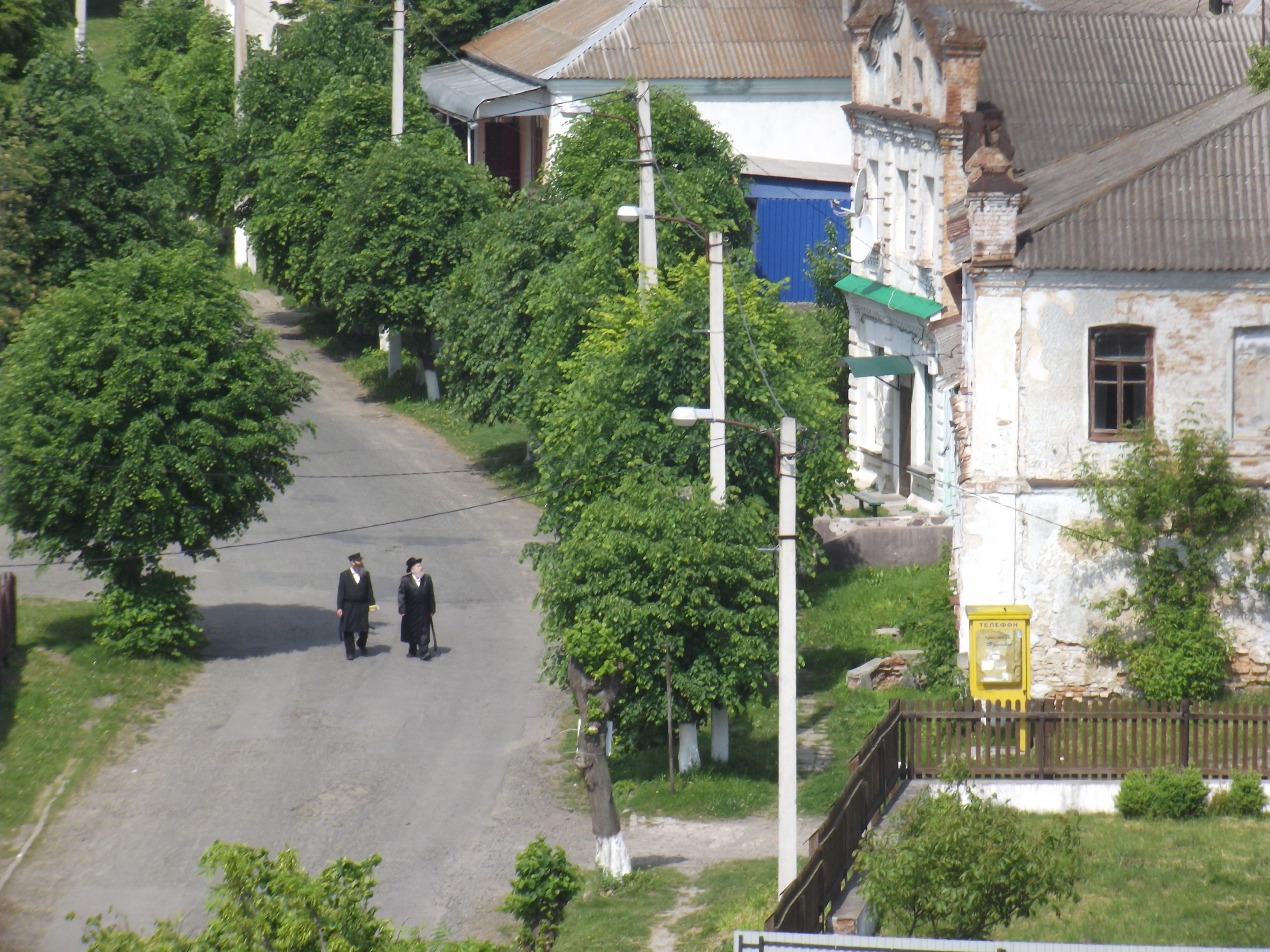
Колишній центр Меджибожа у 2015 р.
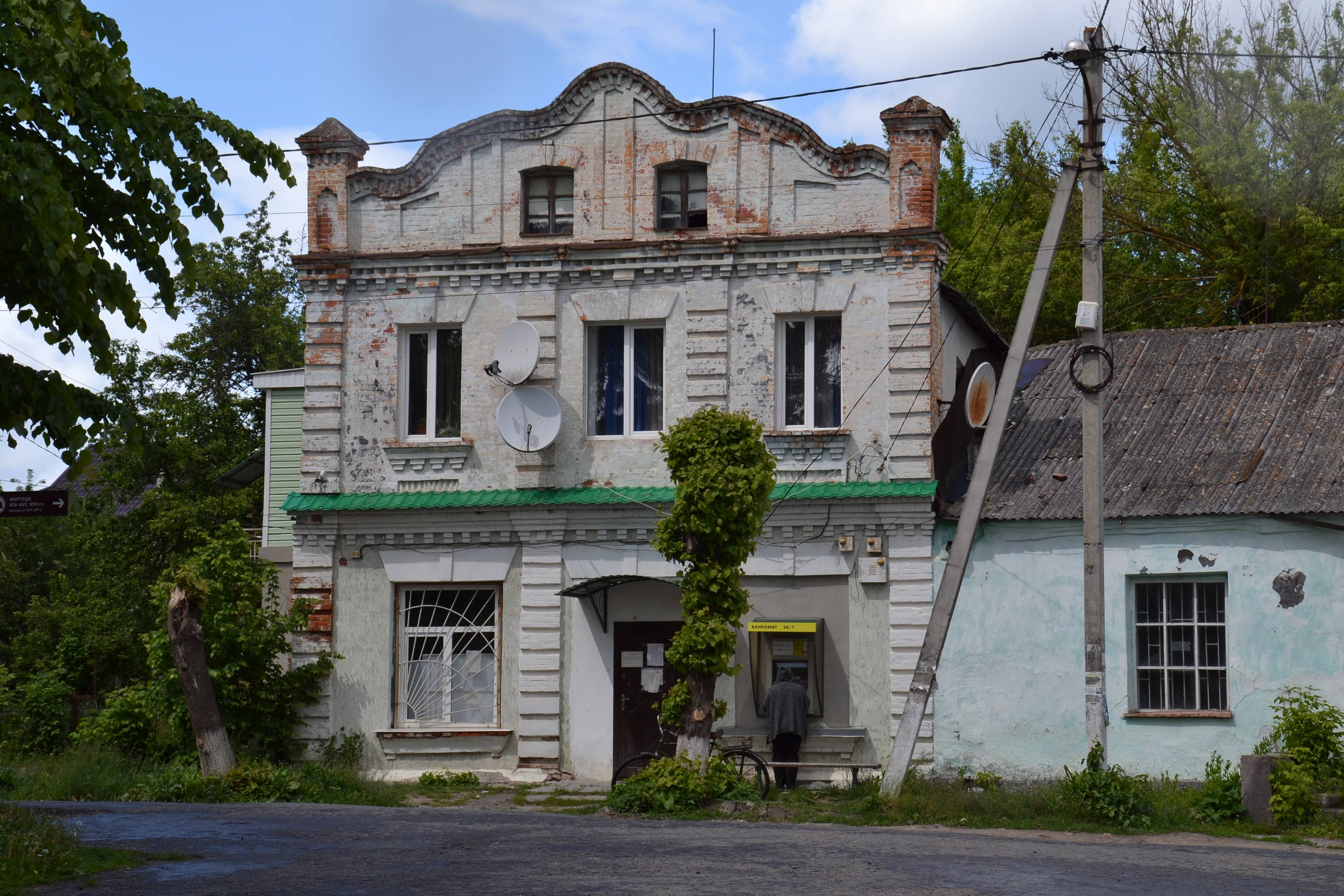
Будинок №20 на вул. Замковій, вигляд до пожежі у 2021 р.
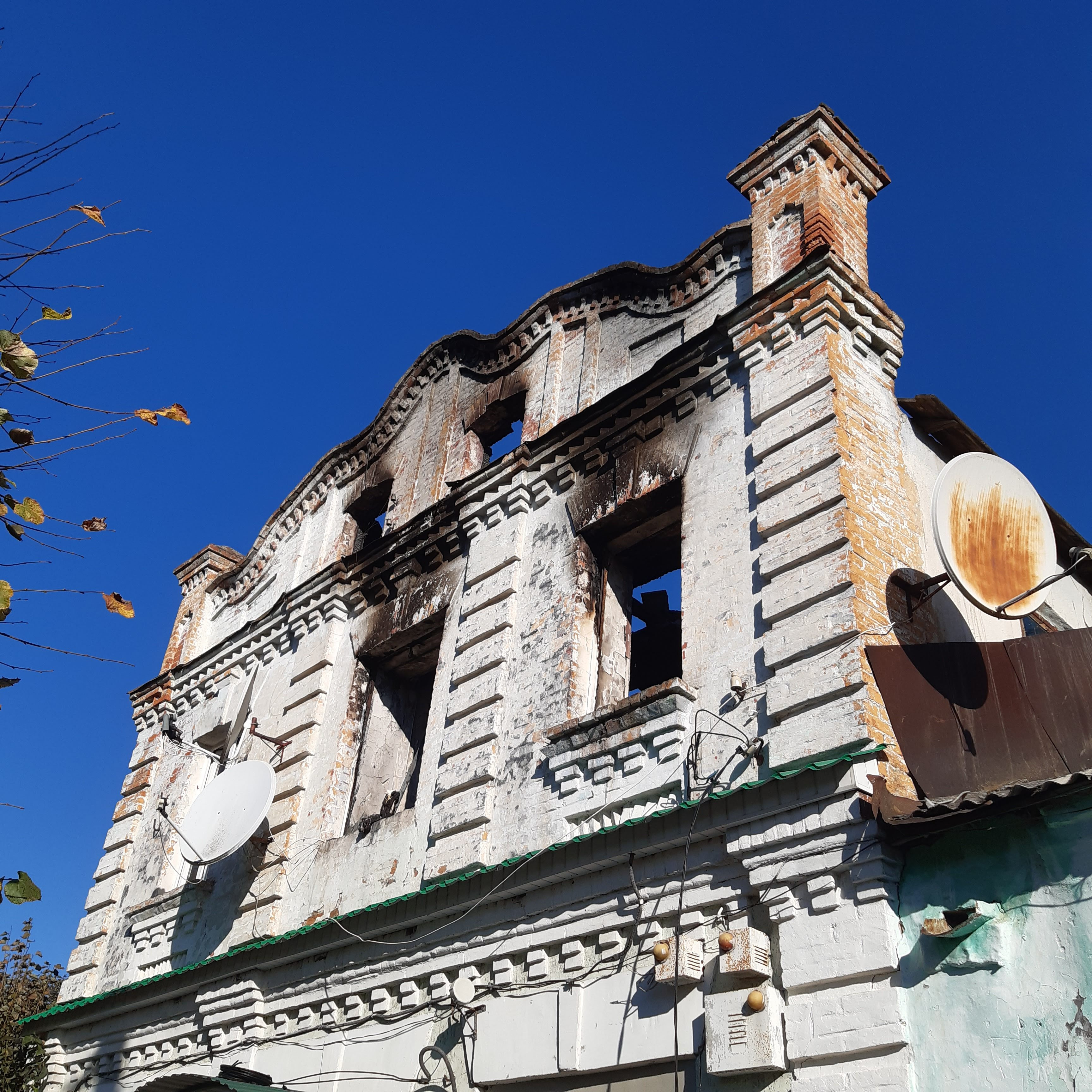
Будинок №20 на вул. Замковій, вигляд після пожежі у 2021 р.
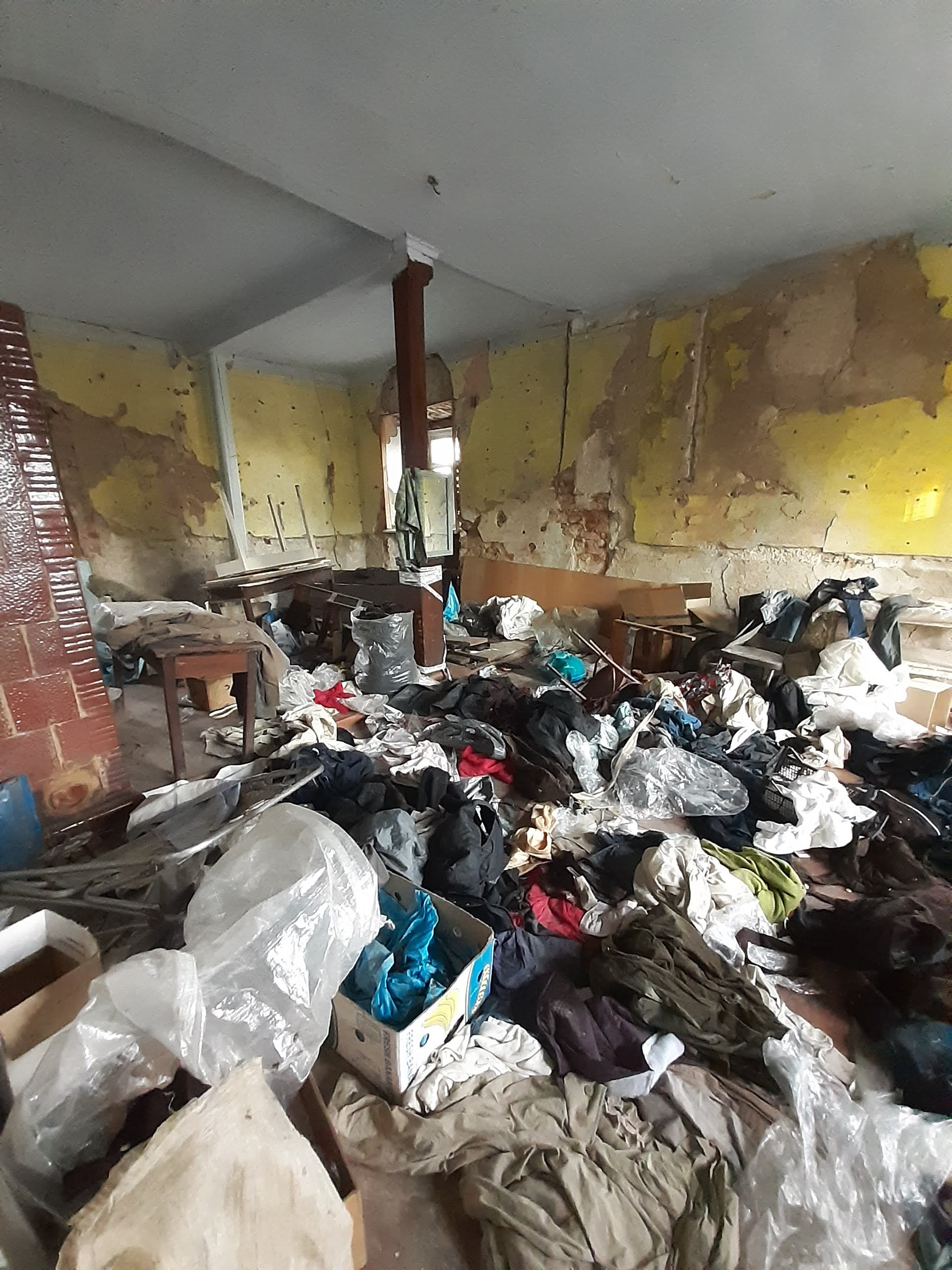
Будинок №16 на вул. Замковій, інтер'єр першого поверху
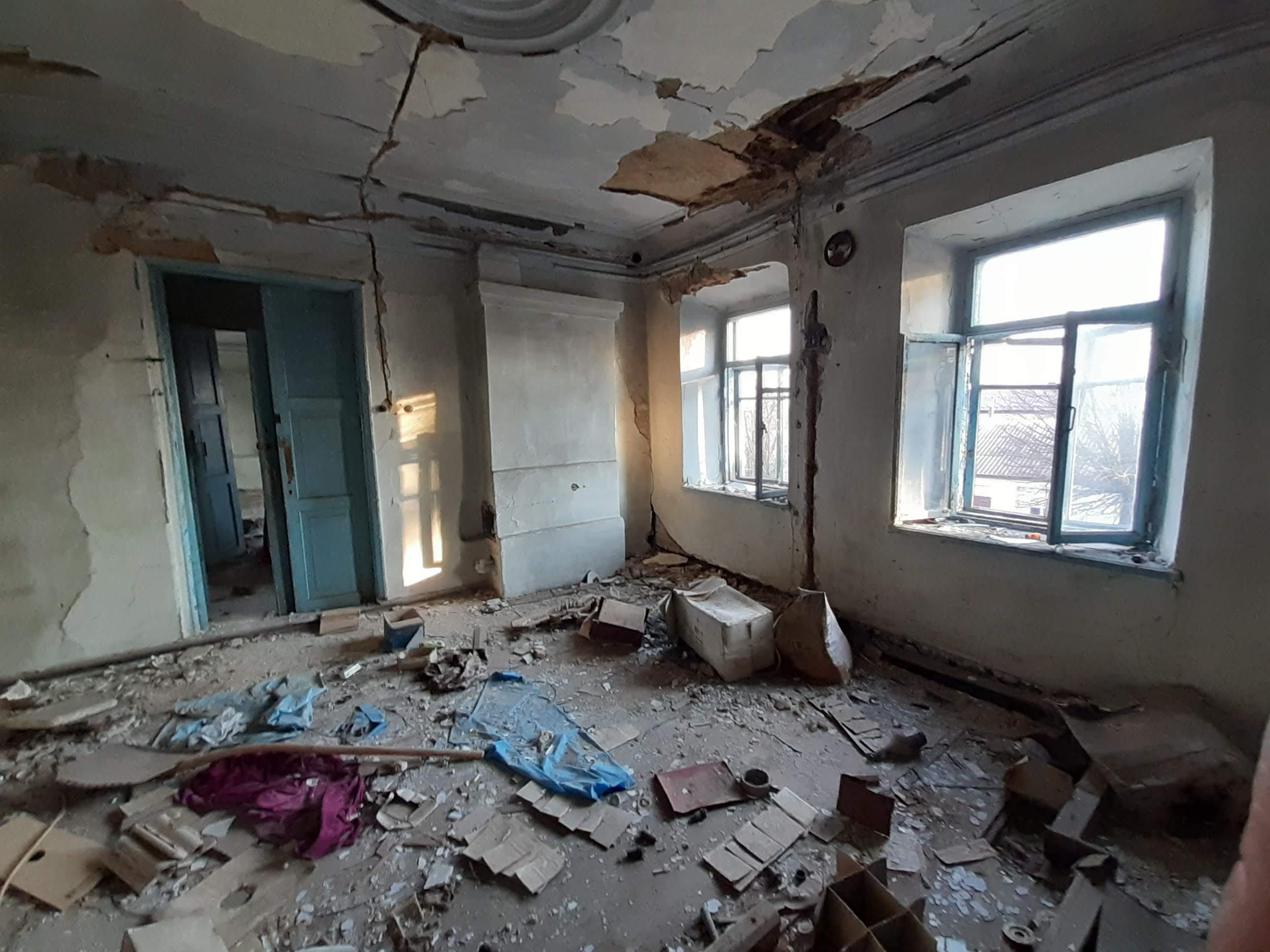
Будинок №16 на вул. Замковій, інтер'єр другого поверху
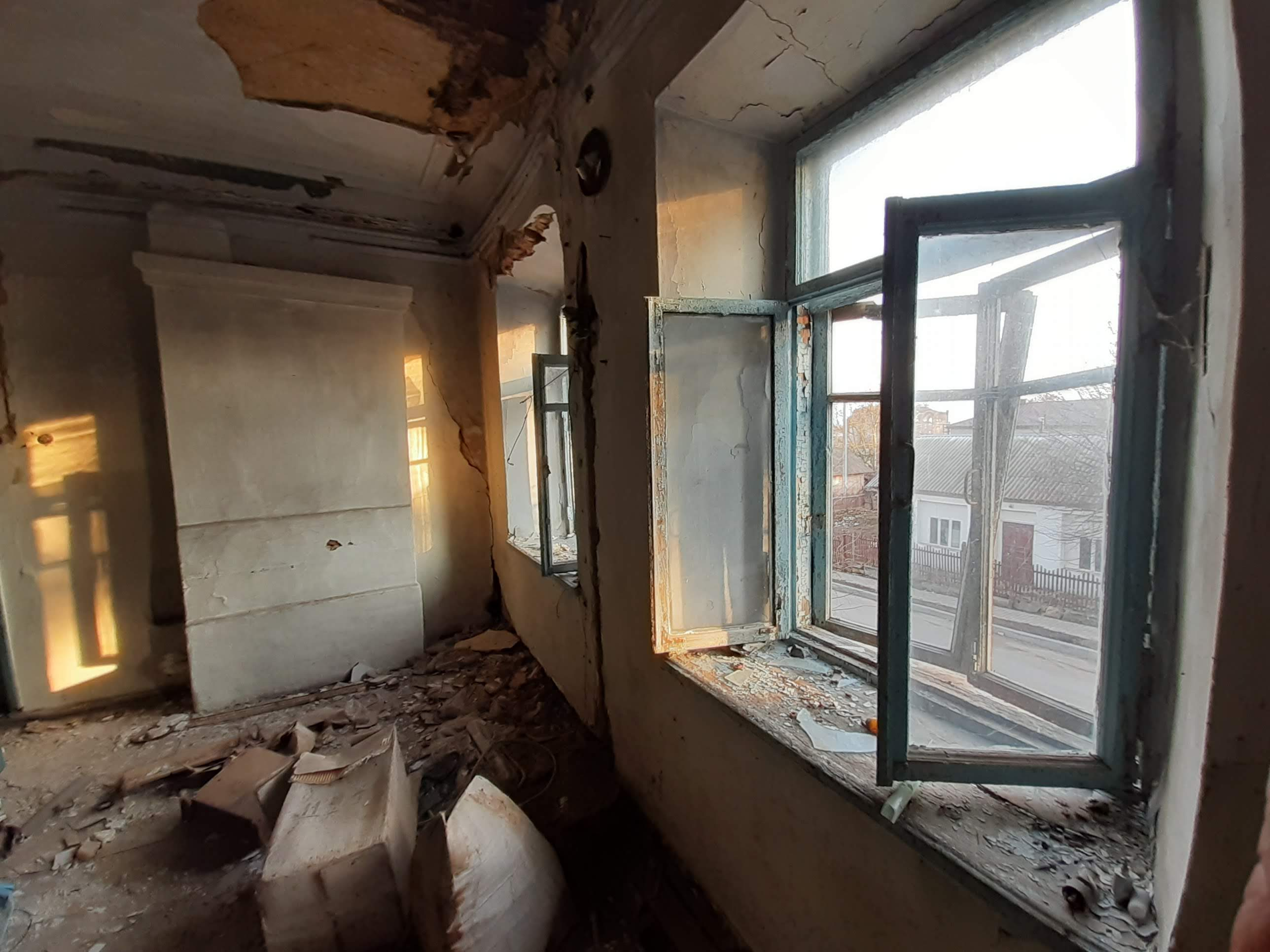
Будинок №16 на вул. Замковій, інтер'єр другого поверху
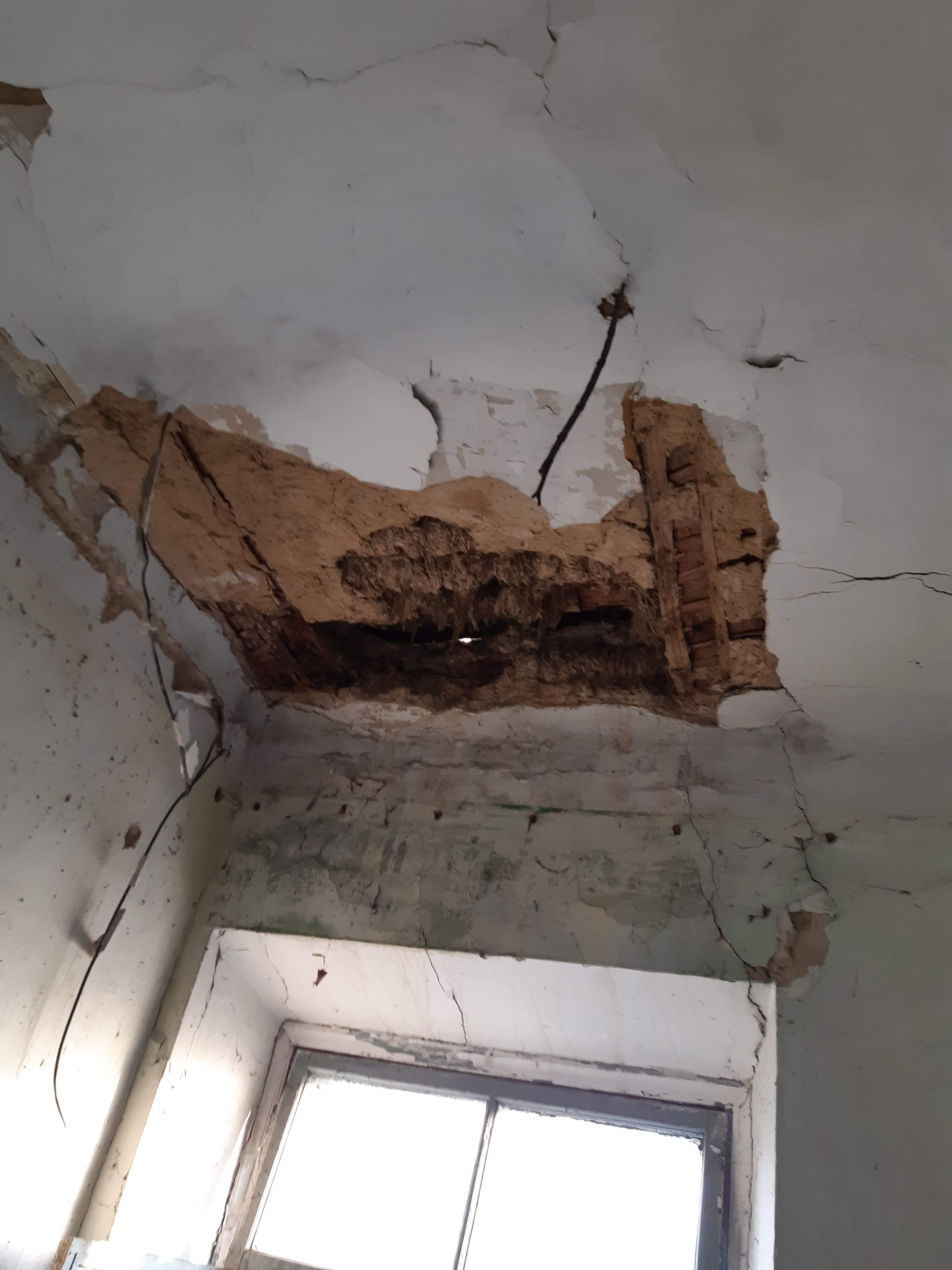
Будинок №16 на вул. Замковій, інтер'єр другого поверху
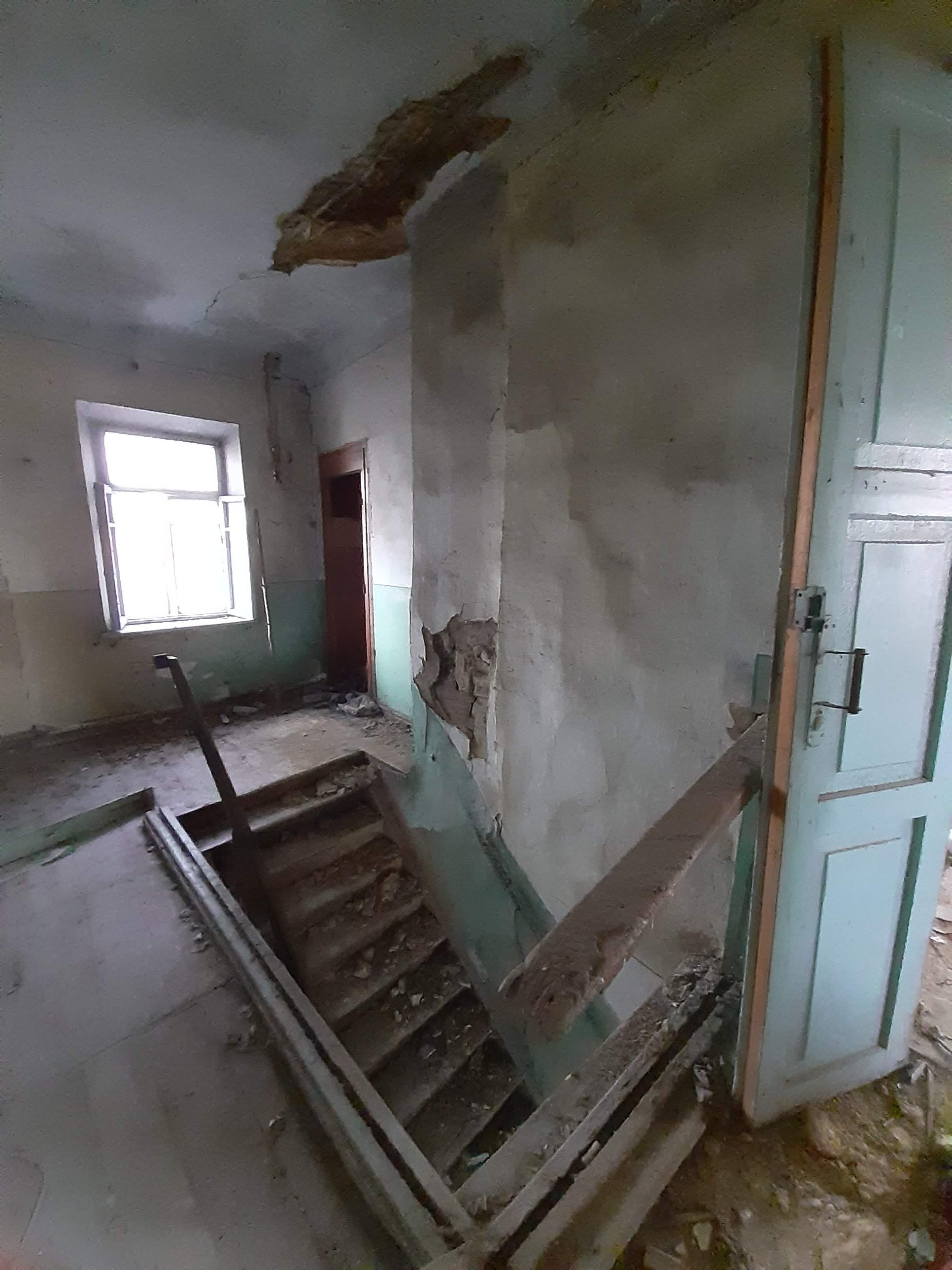
Будинок №16 на вул. Замковій, інтер'єр другого поверху
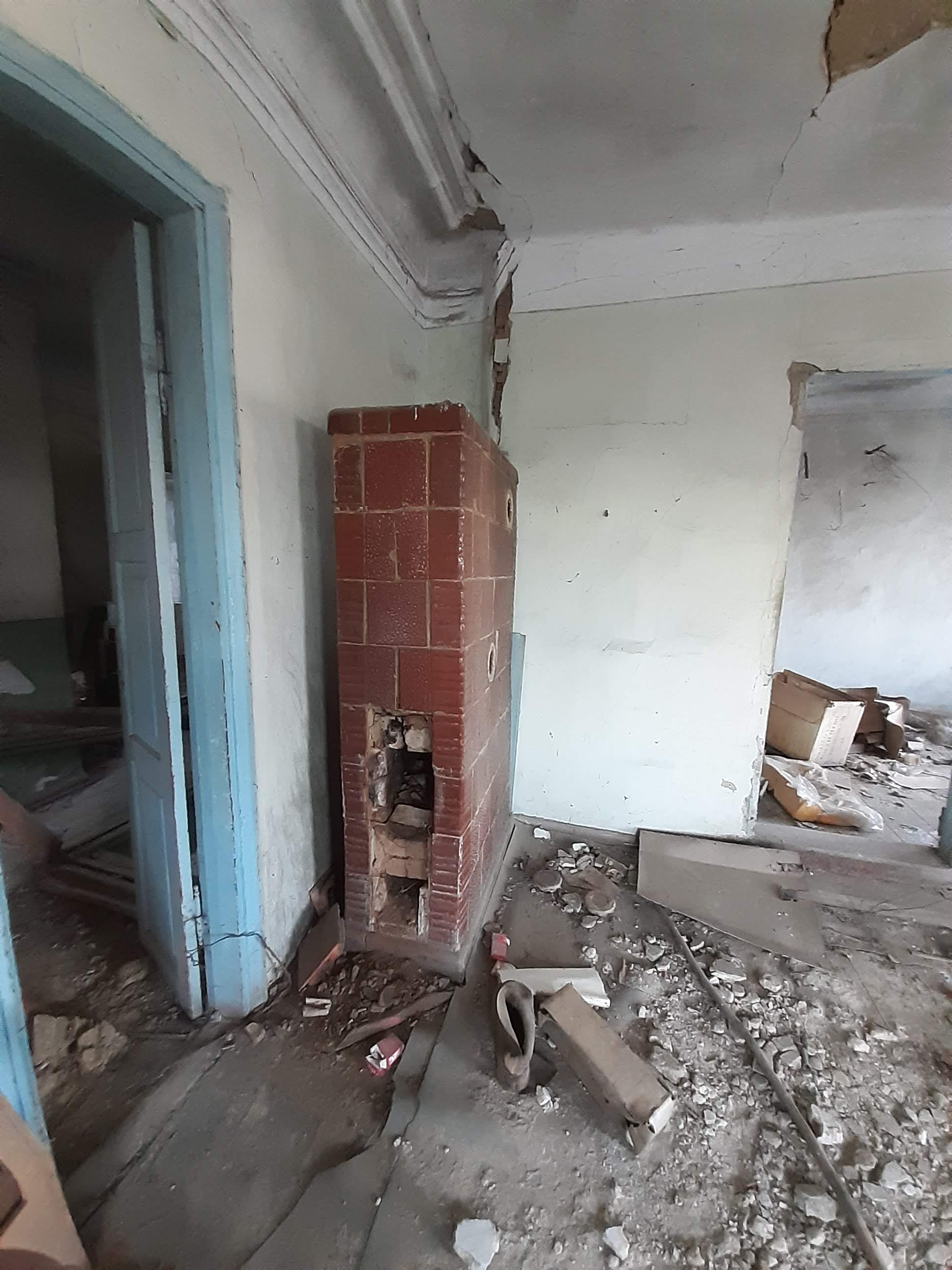
Будинок №16 на вул. Замковій, інтер'єр другого поверху
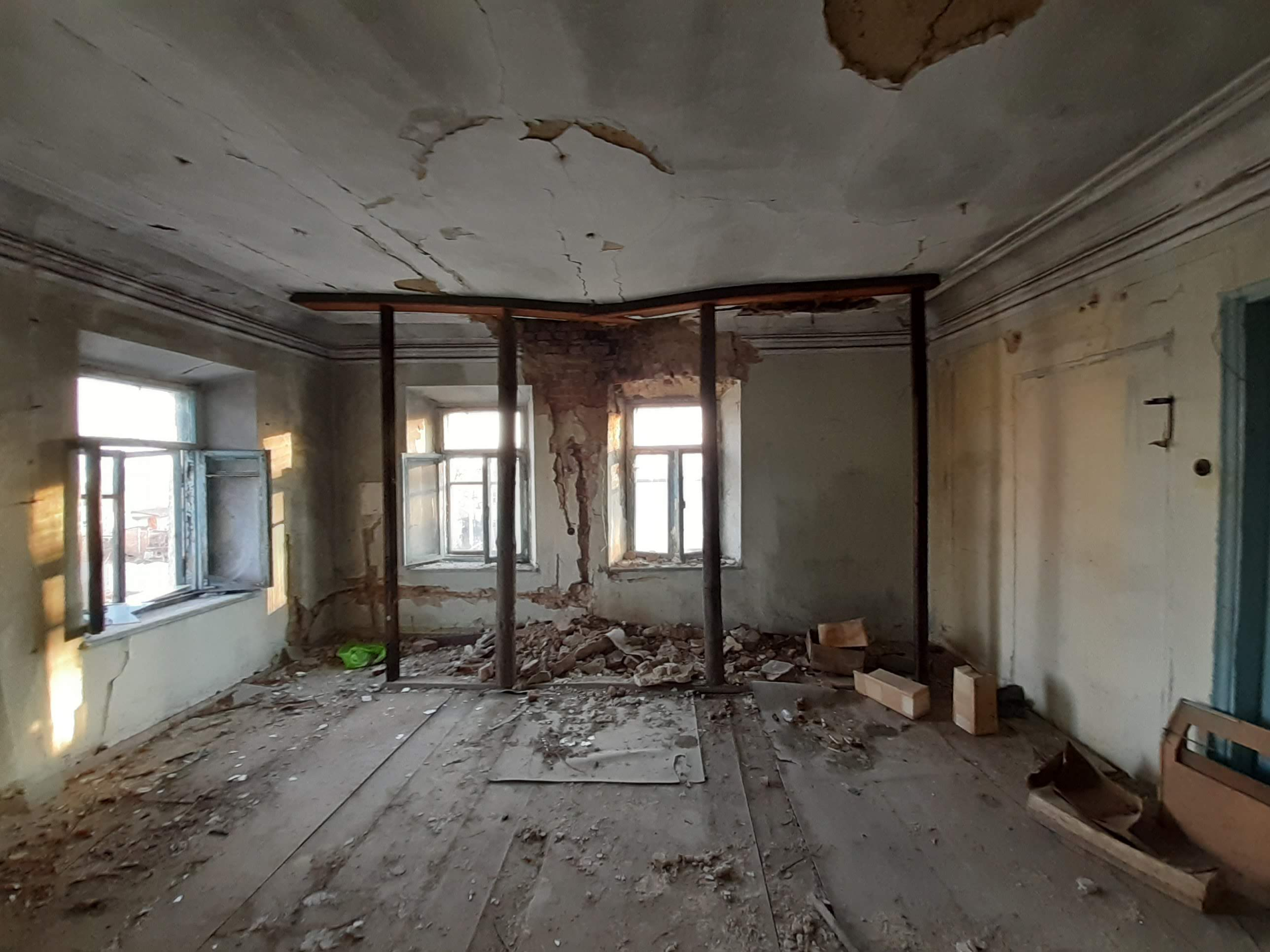
Будинок №16 на вул. Замковій, інтер'єр другого поверху
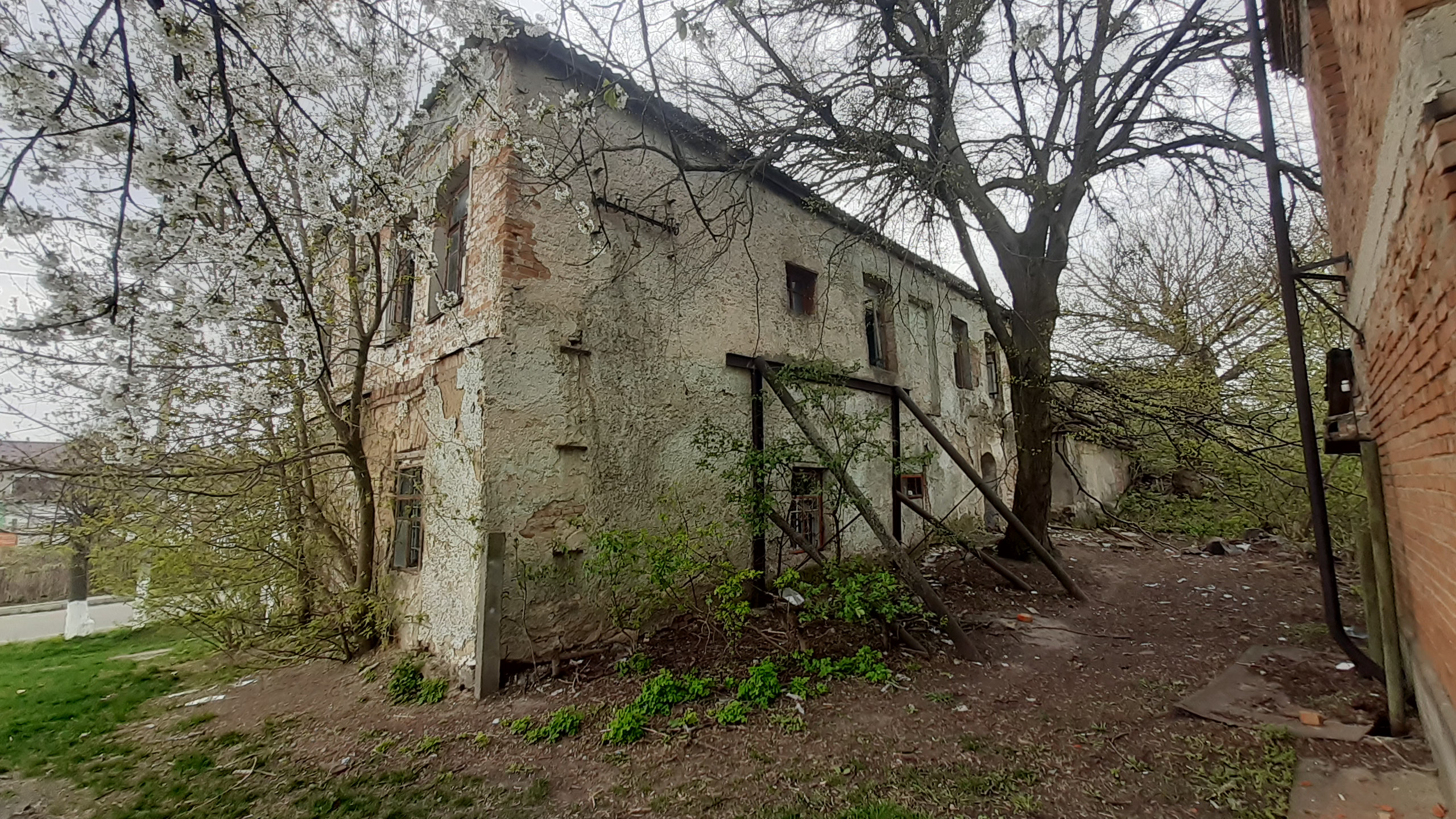
Будинок №16 на вул. Замковій, вигляд з тилу
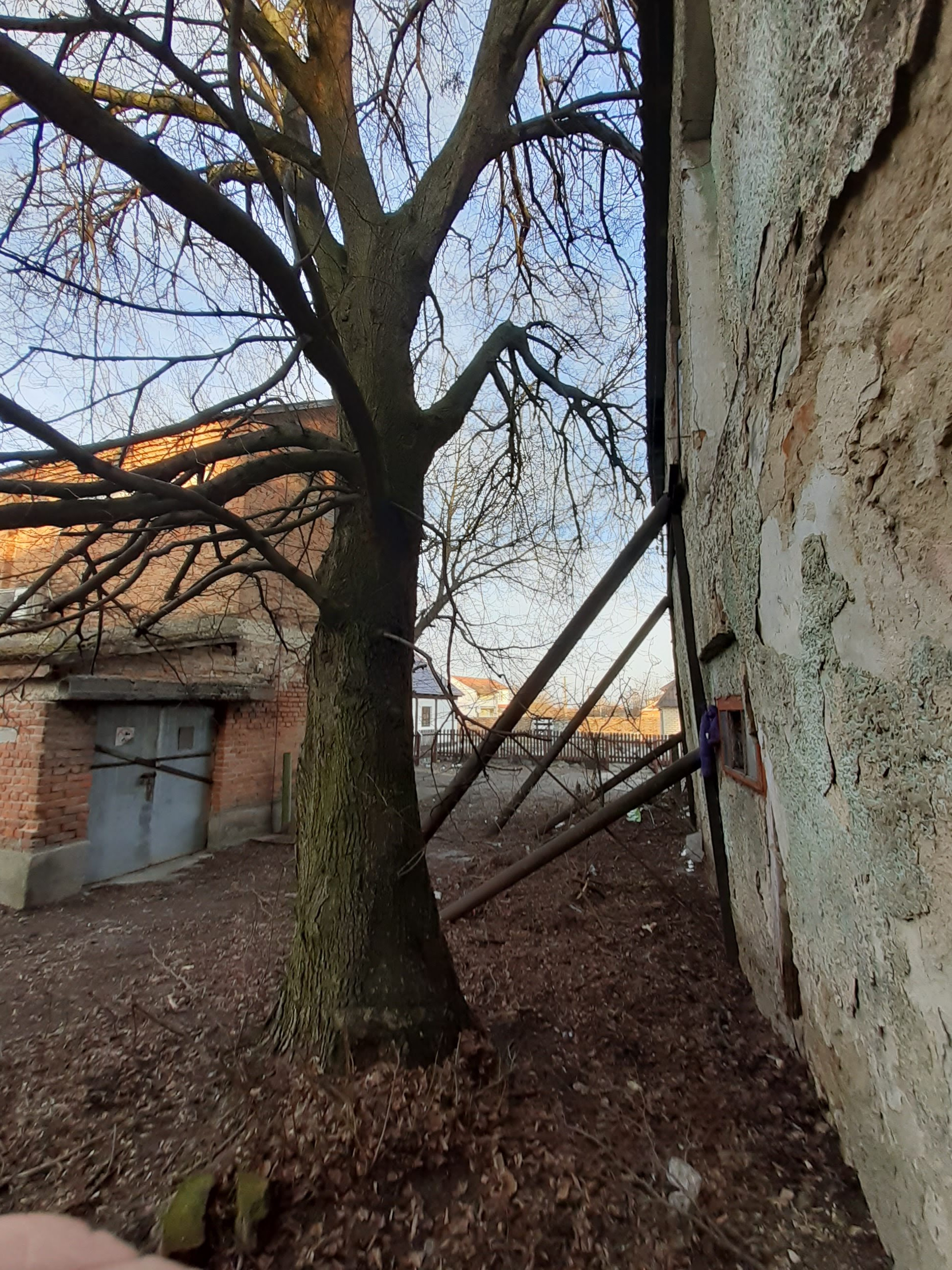
Будинок №16 на вул. Замковій, вигляд з тилу